# The Weirdos
The Weirdos ist eine US-amerikanische Punkrockband aus Los Angeles, Kalifornien. Sie wurde 1975 gegründet, löste sich 1981 auf, gruppierte sich 1986 neu und ist seitdem gelegentlich aktiv. Der Kritiker Mark Deming nannte The Weirdos auf AllMusic „ganz einfach eine der besten und gescheitesten amerikanischen Bands der ersten Punk-Welle“.

## Bandgeschichte
Die Band wurde im Jahr 1975 von dem Sänger John Denney und seinem Gitarre spielenden Bruder Dix, Söhne der Hollywood-Schauspielerin Nora Denney, gegründet. Zunächst hatte sie die Bandnamen Barbies und Luxurious Adults. The Weirdos waren ursprünglich eine von den 1950er Jahren inspirierter Hard Rock and Roll-Band, die, wie die Ramones in New York City, der britischen Punkszene vorausging. Während sie zunächst versuchte, sich von dem in New York entstandenen Genrenamen Punk zu distanzieren, wurde schließlich die Band, in den Worten von John Denney, „einfach mehr zu diesem punkigen Rock-’n’-Roll-Ding und wir haben es gemacht, weil die Fans es wollten. Sie haben uns zermürbt und wir sagten nur: ‚Okay, gut! Wir sind Punkrock, ähnlich wie die Ramones. Wie Ihr wollt.‘“
In einem Flipside-Interview von 1990 führte John Denney die Ramones, New York Dolls und Iggy Pop als grundlegende musikalische Inspirationen auf und fügte hinzu:
„Als wir die Ramones ’76 sahen, hatten wir schon kurze Haare und spielten schon Ende 1975 meistens genauso schnelle Musik in kleinen Veranstaltungsorten und Hallen, aber die Ramones haben uns wirklich dazu gebracht, uns noch mehr zu entscheiden. Wir kamen vor den Sex Pistols und The Damned. Sie waren vielleicht später unsere Kollegen, aber wir hatten bereits 1975 eine Reihe von Songs, die eine Art von Ramones meets Iggy Pop’s Stooges beeinflussten Punksongs waren. Lange bevor eine der britischen Bands anfing, Amerikas Punk Sound zu klonen und bevor irgendwelche UK-Alben veröffentlicht wurden. Ich hatte immer das Gefühl, dass wir eine echte Garage-Punk-Band sind …“
Denney behauptete, dass der Name der Band aus den frühen 1970er Jahren stammte und sich auf seine Kurzhaarfrisur bezog, die eine Gegenkultur war zu einer Zeit, als lange Haare bei Männern die aktuelle Mode waren. „Im Jahr 1974, so einige übrig gebliebene Hippies, sah ich aus wie eine Lobotomie, Hippies dachten, ich sei komisch“, sagte Denney. „Ein paar Monate später, als wir uns gründeten, bekam der Rest der Band auch wirklich kurze Haare. Damals waren wir alle komisch, wir galten als Spinner.“
Zu Beginn des Jahres 1977 waren die „Weirdos“ in der Lage, als Headliner-Band Clubs (darunter schließlich das Whiskey-A-Go-Go, The Roxy und später The Masque) zu packen. Bekannt für ihre verrückten Bühnenkostüme und Kinkerlitzchen, half die Band die lebhafte und experimentelle frühe Punkszene von Los Angeles mitzugestalten und diente als Inspiration für eine Reihe neuer Bands.
John Denney erinnerte sich: „Wir [Los Angeles] hatten unseren eigenen Look, unseren eigenen Sound. Es war abseits von New York oder London … Wir waren standhaft gegen Sicherheitsnadeln, wir haben zuerst versucht, Punkrock zu parodieren. Wir haben auf der Bühne manchmal aus Spaß glückliche Gesichter gemacht, was genau das Gegenteil von dem war, was New York tat. Wir haben über alles nur die Nase gerümpft. Alles war ein Witz; Punk war ein Witz, wir waren ein Witz. Trotzdem war es uns immer noch ernst mit dem Rocken.“
Die erste Veröffentlichung der Weirdos war die EP Destroy All Music, die 1977 auf Greg Shaws Bomp! Records veröffentlicht wurde. Die Single We Got the Neutron Bomb erschien 1978 auf dem Punklabel Dangerhouse aus Los Angeles. Die Band veröffentlichte 1979 und 1980 zwei 12-Zoll-EPs.
Die Band stand einigen ihrer Aufnahmen und zwielichtigen Toningenieuren sehr kritisch gegenüber, wobei John Denney die Zeit von 1979 bis 1980 als „einen großen Pfuschjob“ charakterisierte, der durch eine Reihe von „abgebrochenen Aufnahmesitzungen“ gekennzeichnet war. 1991 wurden früher Aufnahmen von der Band zur Veröffentlichung von Frontier Records als Compilation-Album, Weird World-Volume One 1977–1981, remixt. Mehr als ein weiteres Jahrzehnt sollte vergehen, bis ein lange geplantes zweites Compilation-Album von Early Tracks veröffentlicht werden würde, herausgegeben von Frontier Records im Jahr 2003 als We Got The Neutron Bomb-Weird World Volume Two 1977–1989.
Die Brüder Denney waren die einzigen ständigen Mitglieder der Band, obwohl Gitarrist/Bassist Cliff Roman, Bassist Dave Trout und Bruce Moreland (ebenfalls von Wall of Voodoo) und Schlagzeuger Nickey „Beat“ Alexander relativ langjährige Weirdos waren.
The Weirdos lösten sich 1981 auf. Im selben Jahr spielten Dix, Williams (Bass) und Cliff Martinez, der kurzzeitig für die Band trommelte, auf Lydia Lunchs zweitem Soloalbum 13.13 und schrieben es mit.
Martinez schloss sich den Red Hot Chili Peppers an und spielte auf deren ersten beiden Alben. Dix Denney war auch kurz davor, Mitglied der Chili Peppers zu werden. Doch nach vielen Proben mit Denney lief es nicht und er wurde von Gitarrist Jack Sherman ersetzt.
Die in LA ansässige Rockband Symbol Six gab an, dass die Weirdos einer ihrer größten prägenden Einflüsse waren, und coverte The Hideout, das auf ihrem selbstbetitelten Album von 2013 auf Dr. Strange Records erschien, und erstellte zu Ehren von The Weirdos sogar ein Tribute-Video zu dem Lied.
Die Weirdos haben sich mehrmals wiedervereint, zuerst im Jahr 1990. Das daraus resultierende erste Studioalbum in voller Länge, Condor, das in diesem Jahr von Frontier Records herausgegeben wurde, war laut John Denney ein Versuch, „uns aktuell neu zu etablieren“.
Eine Wiedervereinigung im Jahr 2004 umfasste den Circle-Jerks-Bassisten Zander Schloss und den Skulls-Schlagzeuger Sean Antiillon.
Eine weitere Formation der Weirdos mit den Denney-Brüdern, Schloss und Devo-Schlagzeuger Jeff Friedl trat am 25. Mai 2013 beim Punk Rock Bowling and Music Festival in Las Vegas sowie nachfolgend bei weiteren Shows in Kalifornien, Denver und Austin auf. Ebenfalls 2013 wurde das Weirdos-Lied A Life of Crime von der Debüt-EP Destroy All Music für den Soundtrack des Computerspiels Grand Theft Auto V verwendet und ist im Spiel auf dem fiktiven Radiosender Channel-X zu hören. Im November 2014 gab es einen Auftritt der Band beim Konzert der Dangerhouse Records Night im Echoplex in Los Angeles.
2016 trat Bruce Moreland, der Bassist der Weirdos im Jahr 1978, der Band wieder bei. Im März 2023 verstarb Dix Denney im Alter von 65 Jahren.

## Diskografie

### Alben
- 1990: Condor (Frontier)
- 2008: Live on Radio (Frontier)

### Singles und EPs
- 1977: Destroy All Music (7" EP, Bomp!)
- 1978: We Got the Neutron Bomb (7" Single, Dangerhouse)
- 1979: Skateboards to Hell (7" Single as Dix Denney and John Denney, Eigenveröffentlichung)
- 1979: Who? What? When? Where? Why? (12" EP, Bomp!)
- 1980: Action-Design (12" EP, Rhino)
- 1985: Life of Crime (7" Single, Line Records)
- 1991: Message from the Underworld (7" Single, Insipid Vinyl)
- 2007: Do the Dance (7" Single, Bomp!)

### Kompilationsalben
- 1991: Weird World – Volume One 1977–1981 (Frontier)
- 2003: We Got The Neutron Bomb – Weird World Volume Two 1977–1989 (Frontier)
- 2007: Destroy All Music (Bomp!)